# System przyporowy

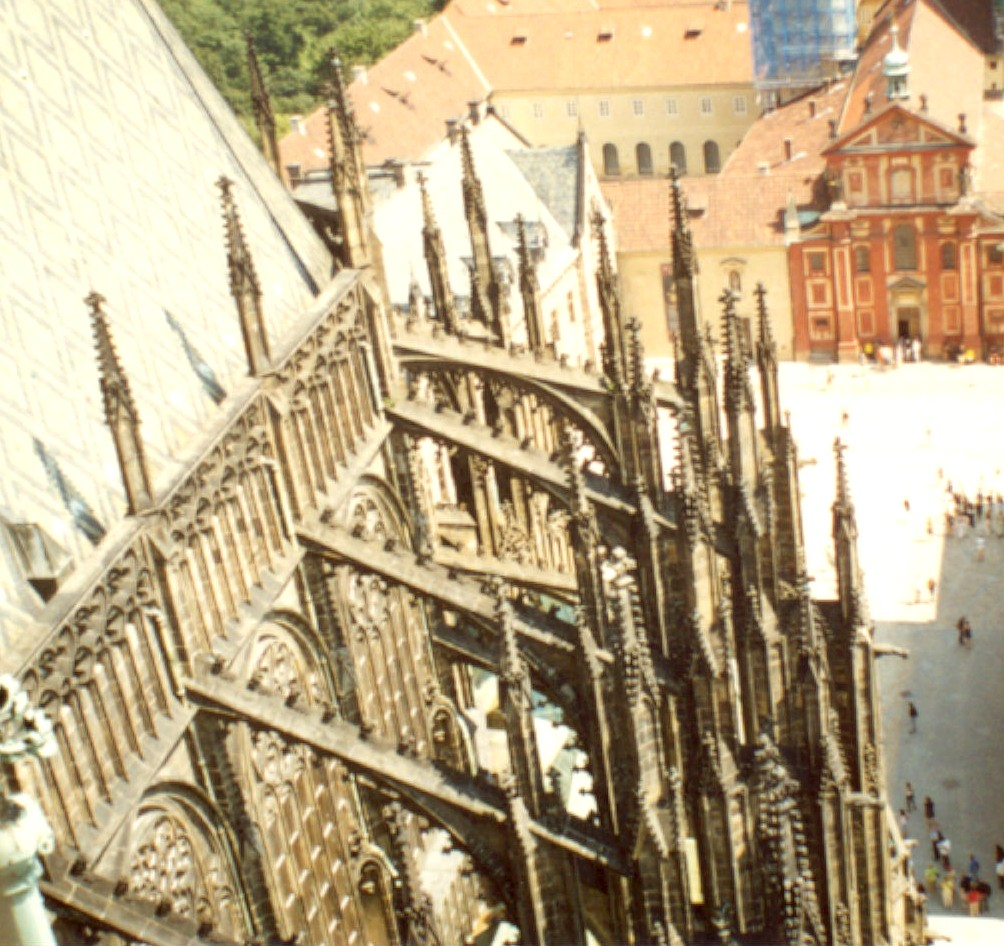
System przyporowy – Katedra na Hradczanach (Praga)

System przyporowy – rodzaj konstrukcji, która rozwinęła się w gotyku i umożliwiła wykonywanie sklepień o dużych rozpiętościach i na znacznych wysokościach. Konstrukcja składa się z łęków i filarów przyporowych (wież sił). Ciężar sklepień rozłożony jest na filary wewnętrzne za pośrednictwem służek i na zewnętrzne przypory w postaci filarów przyporowych lub skarp za pośrednictwem łęków umieszczonych nad dachami naw bocznych lub ukrytymi na poddaszu. Po zastosowaniu tego systemu konstrukcje budynków kościelnych można było budować znacznie wyższe i smuklejsze. Mury nawy głównej nie były tak mocno obciążone. Umieszczono w nich duże okna wypełnione witrażami. Konstrukcja sprawia wrażenie lżejszej, ażurowej.
Odmianą systemu przyporowego jest uproszczony system stosowany w tzw. gotyku nadwiślańskim. Jest to konstrukcja filarowo-skarpowa, w której mury nawy głównej są opięte skarpami przechodzącymi przez dach nawy bocznej i łączące się z filarami.